# Alberto Bagagiolo
Alberto Bagagiolo (Venezia, 19 settembre 1907 – Venezia, 1995) è stato un politico italiano.

## Biografia
Dal 1960 al 1970 è presidente della Provincia di Venezia, nel primo mandato a capo di una giunta centrista (DC, PSDI, PLI), nel secondo mandato di centro-sinistra (DC, PSI, PSDI).
Successivamente, nei primi anni settanta, è presidente di Società per l'Autostrada di Alemagna SpA.